# Fortis Watches

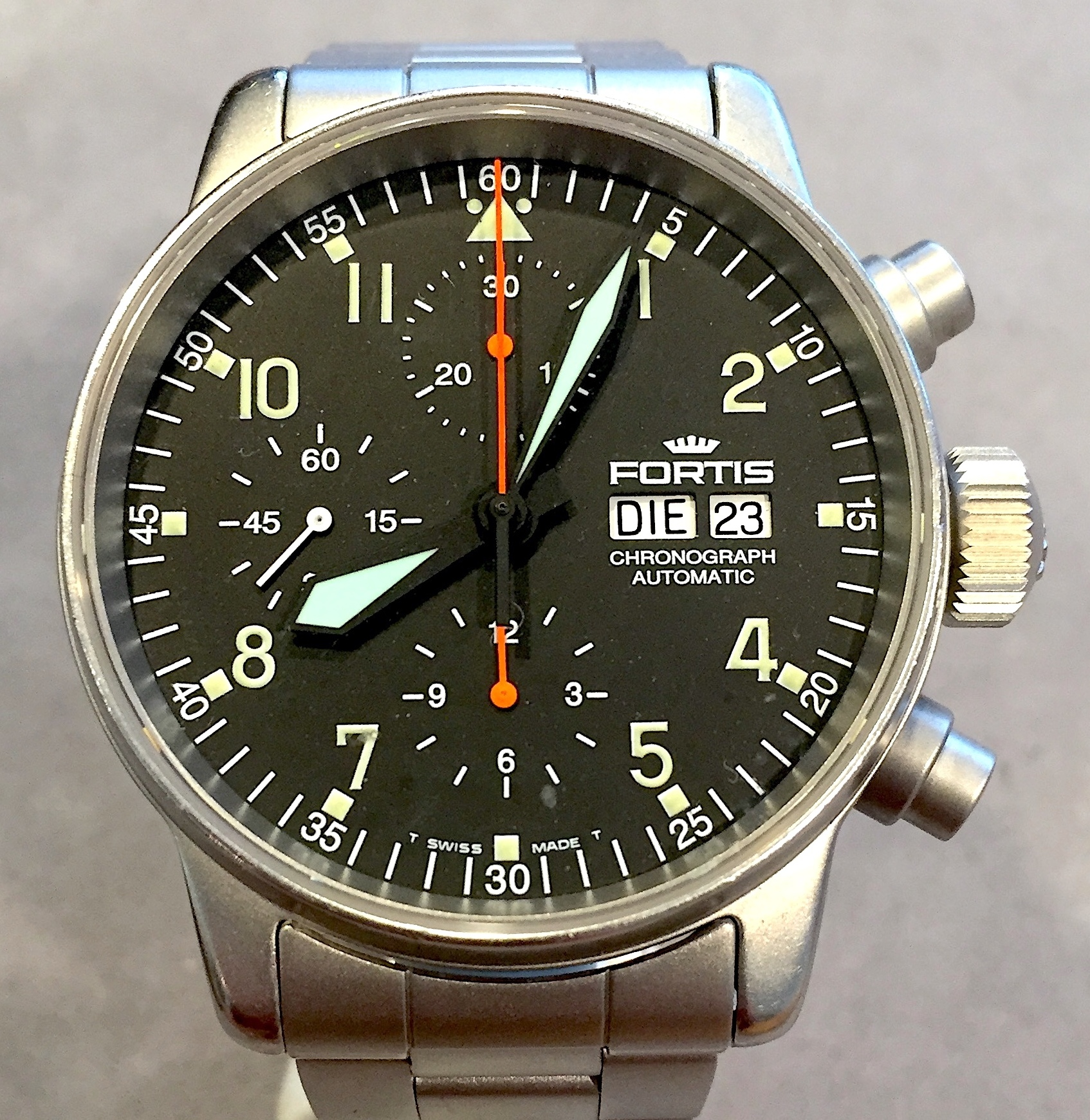
Fortis Flieger Chronograph, ausgezeichnet mit dem European Watch Award

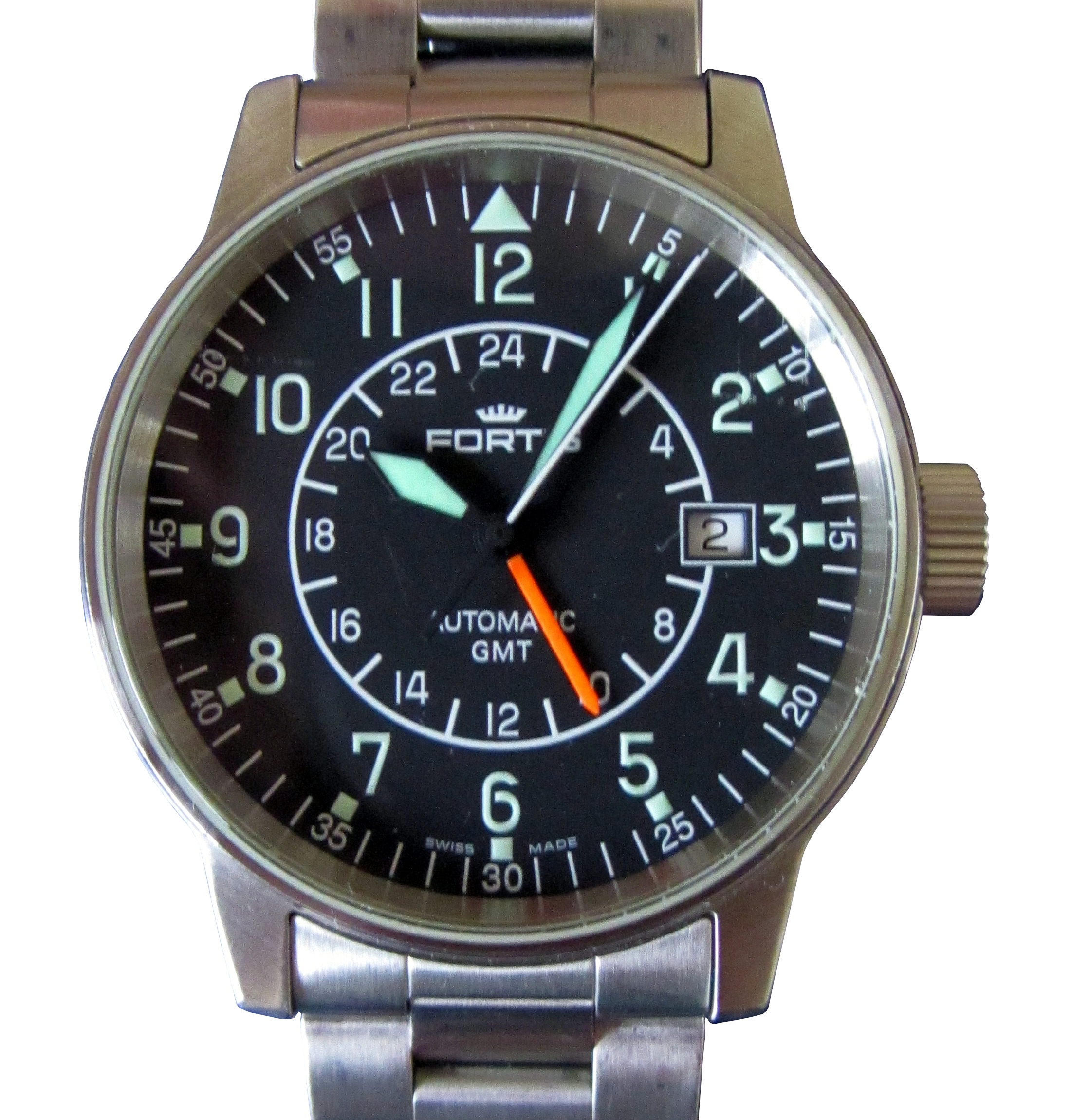
Uhr mit GMT-Funktion, Design ähnlich den Beobachtungsuhren des 2. Weltkriegs

Die Fortis Watches AG (ehemals Fortis Uhren AG; Eigenbezeichnung FORTIS Watches) mit Sitz in Grenchen ist eine Schweizer Uhrenmanufaktur.

## Geschichte
Das Unternehmen wurde 1912 durch Walter Vogt (1883–1957) in Grenchen gegründet. Zehn Jahre nach der Gründung der Uhrenmanufaktur entstand eine Zusammenarbeit mit dem englischen Erfinder und Uhrmacher John Harwood. So konnte Fortis 1926 die erste selbstaufziehende Armbanduhr (Automatikuhr) in Serienproduktion (Harwood Automatic) produzieren.
Seit 1954 fertigte die Firma Armbanduhren mit Weckfunktion. „Centinela“ (Venus 230) war das erste Alarmmodell, 1956 gefolgt vom „Fortis-Manager“ (AS 1475). Dieses Modell war der erste wasserdichte Fortis Armband-Wecker mit Chronometer-Zertifikat. Für diese Technologie gewann Fortis den ersten Preis bei dem Chronometer-Wettbewerb des Schweizerischen Institut für offizielle Zeitmesstechnik. Am 13. September 1957 verstarb der Fortis-Gründer Walter Vogt. Seine beiden Söhne übernahmen die Geschäfte und waren fortan für das Unternehmen verantwortlich.
1962 wurde die Weltraumuhr Spacematic Automatik entwickelt und so konstruiert, dass sie unter extremen Bedingungen und Temperaturschwankungen problemlos funktionierte. Zuvor wurde ein Prototyp beim Gemini-Programm der Amerikaner verwendet. Das Serien-Modell Official Cosmonauts Chronograph wurde erstmals von russischen Kosmonauten im Weltraum getragen. Es wurde damit aufgezeigt, dass Uhren mit Automatikantrieb auch im Weltraum voll tauglich sind. 1969 lancierte Fortis das erste Armbanduhr-Model der Welt aus Kunststoff namens Flipper (zunächst unter der Firmenbezeichnung Eloga vertrieben). Ende der 1960er Jahre produzierte Fortis jährlich bis zu 1'000'000 Uhren.
1987 präsentierte Fortis die ersten Fliegeruhren.
Seit 1994 ist Fortis offizieller Ausrüster des Juri-Gagarin-Kosmonautentrainingszentrums. 1998 präsentierte Fortis die Entwicklung des ersten Automatikchronographen mit mechanischem Alarm, die anschliessend patentiert wurde. Die Konstruktion dieser Uhr ist auf den Zürcher Uhreningenieur Paul Gerber zurückzuführen.
2017 geriet Fortis in finanzielle Schwierigkeiten. Das Unternehmen beantragte Nachlassstundung. Bald darauf kam es zur Übernahme der Marke und des Produktionsstandortes durch einen Privatunternehmer. In diesem Zuge wurde Fortis Uhren in Fortis Watches umbenannt.